# Morti nel 1599
| Questa pagina contiene informazioni ricavate automaticamente dalle voci biografiche con l'ausilio del template Bio e di un bot. L'aggiornamento è periodico e automatico e ricostruisce completamente la pagina. Se manca una persona in questa lista, sei pregato di non aggiungerla, ma accertati piuttosto che la sua voce biografica contenga il template Bio e che i dati anagrafici siano correttamente compilati. Se il template Bio manca, inseriscilo tu stesso o, in alternativa, metti l'avviso {{tmp\|Bio}} che ne segnala la mancanza. Se i dati riportati sono sbagliati, correggi direttamente la voce biografica; le modifiche saranno visibili in questa lista entro pochi giorni. Per chiarimenti vedi il progetto biografie. La lista contiene solo le 73 persone che sono citate nell'enciclopedia e per le quali è stato implementato correttamente il template Bio. Pagina aggiornata al 18 mag 2025. |

## Gennaio(5)
- 13 gennaio - Edmund Spenser, poeta britannico
- 15 gennaio - Guido Pepoli, cardinale italiano (n. 1560)
- 19 gennaio - Maria Landi, nobile italiana (n. 1570)
- 22 gennaio - Silvio Savelli, cardinale italiano (n. 1550)
- 28 gennaio - Scipione Lentolo, pastore protestante e teologo italiano (n. 1525)

## Febbraio(2)
- 16 febbraio - Lazzaro Grimaldi Cebà, doge (n. 1520)
- 18 febbraio - Margherita de la Marck-Arenberg, nobildonna belga (n. 1527)

## Marzo(1)
- 1º marzo - Edzardo II della Frisia orientale, conte (n. 1532)

## Aprile(4)
- 6 aprile - Orazio Torsellino, storico e letterato italiano (n. 1545)
- 10 aprile - Gabrielle d'Estrées, francese (n. 1571)
- 20 aprile - Miyabe Keijun, militare giapponese (n. 1528)
- 27 aprile - Maeda Toshiie, militare giapponese (n. 1538)

## Maggio(2)
- 12 maggio - Murad Mirza, principe indiano (n. 1570)
- 28 maggio - Maria di Nassau, nobildonna olandese (n. 1539)

## Giugno(4)
- 1º giugno - Guido Panciroli, giurista e antiquario italiano (n. 1523)
- 2 giugno - Filippo V di Hanau-Lichtenberg, tedesco (n. 1541)
- 25 giugno - Sahib Jamal Begum, nobildonna afghana
- 29 giugno - Caterina Renata d'Asburgo, nobile austriaca (n. 1576)

## Luglio(3)
- 3 luglio - Chand Bibi, politica e militare indiana (n. 1550)
- 6 luglio - Pietro Paolo Olivieri, scultore e architetto italiano (n. 1551)
- 11 luglio - Chōsokabe Motochika, militare giapponese (n. 1538)

## Agosto(3)
- 22 agosto - Luca Marenzio, compositore, cantore e liutista italiano (n. 1553)
- 24 agosto - Giovanni Arca, scrittore, storico e gesuita italiano (n. 1562)
- 25 agosto - Curzio Gonzaga, diplomatico e scrittore italiano

## Settembre(4)
- 11 settembre - Beatrice Cenci, nobildonna italiana (n. 1577)
- 12 settembre - Ubaldino Ubaldini, nobile italiano
- 16 settembre - Celestino da Verona, francescano italiano
- 23 settembre - Carlo d'Aragona Tagliavia, nobile, politico e militare italiano (n. 1521)

## Ottobre(4)
- 2 ottobre - Hoca Sadeddin Efendi, storico ottomano
- 18 ottobre - Daniel Adam z Veleslavína, tipografo e letterato ceco (n. 1546)
- 27 ottobre - Gillis Congnet, pittore fiammingo (n. 1542)
- 29 ottobre - Giovanni Antonio Paracca, scultore italiano (n. 1546)

## Novembre(6)
- 3 novembre - Andrea Báthory, cardinale rumeno
- 4 novembre - Pedro da Fonseca, filosofo e teologo portoghese (n. 1528)
- 7 novembre - Gaspare Tagliacozzi, chirurgo e anatomista italiano (n. 1545)
- 8 novembre - Francisco Guerrero, compositore spagnolo (n. 1528)
- 22 novembre - Nanbu Nobunao, militare giapponese (n. 1546)
- 27 novembre - Marco Pio di Savoia, nobile italiano (n. 1567)

## Dicembre(2)
- 13 dicembre - Enrico Caetani, cardinale e patriarca cattolico italiano (n. 1550)
- 29 dicembre - Valerio Cioli, scultore italiano

## Senza giorno specificato(33)
- Prospero Antichi, scultore italiano
- Guillaume Des Autels, scrittore e poeta francese (n. 1529)
- Giovanni Bandini, scultore italiano
- Francesco Brambilla, scultore italiano
- Lelio Brancaccio, arcivescovo cattolico italiano (n. 1537)
- Niccolò Buccella, medico italiano
- Antoine Caron, pittore francese (n. 1521)
- Maddalena Casulana, compositrice, cantante e liutista italiana (n. 1544)
- Alfonso Chacón, storico, filologo e religioso spagnolo
- Abramo Colorni, ingegnere, architetto e inventore italiano (n. 1544)
- Wendel Dietterlin, pittore tedesco (n. 1550)
- Pietro Ferrabosco, architetto italiano (n. 1512)
- Melchiorre Galluzzi, pittore italiano (n. 1550)
- Renato Gentili, scrittore e grammatico italiano (n. 1538)
- Antonio Grimaldi Cebà, doge (n. 1534)
- Dominicus Lampsonius, artista e umanista fiammingo (n. 1532)
- Giuseppe Meda, pittore, architetto e ingegnere italiano (n. 1534)
- Paolo Mini, medico e scrittore italiano (n. 1526)
- Diego Muñoz Camargo, storico e scrittore messicano (n. 1529)
- Pedro de Padilla, generale e poeta spagnolo
- Marco Antonio Pasi, architetto e ingegnere italiano (n. 1537)
- Simone Peterzano, pittore italiano (n. 1535)
- Michal Rahoza, arcivescovo cattolico bielorusso (n. 1540)
- Antonio Riccoboni, umanista e storico italiano (n. 1541)
- Shiroishi Munezane, militare giapponese
- Elizabeth Stafford, inglese (n. 1546)
- Federico Sustris, architetto e pittore italiano (n. 1540)
- Ijuin Tadamune, militare giapponese
- Francesco Turchi, religioso e letterato italiano (n. 1515)
- Mayken Verhulst, miniaturista e pittrice fiamminga (n. 1518)
- Rodrigo Vázquez de Arce, politico spagnolo
- Cornelis de Houtman, esploratore e navigatore olandese (n. 1565)
- Maddalena di Waldeck, nobile tedesca (n. 1558)